# Born Jamericans
Born Jamericans foi uma dupla estadunidense de reggae com influência de hip-hop formada por Mr. Notch e Edley Shine, ambos de Washington, DC. O álbum de estréia, Kids From Foreign, trouxe grande sucesso para a dupla no circuito reggae, levando-os a abrir shows de grandes artistas como Buju Banton, Shabba Ranks, Zhané e Shai.

O grupo composto é composto por Norman "Notch" Howell e Horace "Edley Shine" Payne. A voz de Notch é suave e melódica, enquanto a de Shine é mais bruta e tende mais para  brindar. Seu álbum de estréia, "Kids from Foreign", foi lançado em 1994 na gravadora de hip-hop Delicious Vinyl, e após seu sucesso o grupo excursionou com Buju Banton, Shabba Ranks, Zhane, e Shai, e excursionou Japão com Shinehead e Mad Lion.

## Discografia

### Álbuns
- Kids from Foreign (Delicious Vinyl, 1994)
- Yardcore (Delicious Vinyl, 1995)
- The Very Best Of Born Jamericans (Rhino, 2002)